# 仲家洼炮台

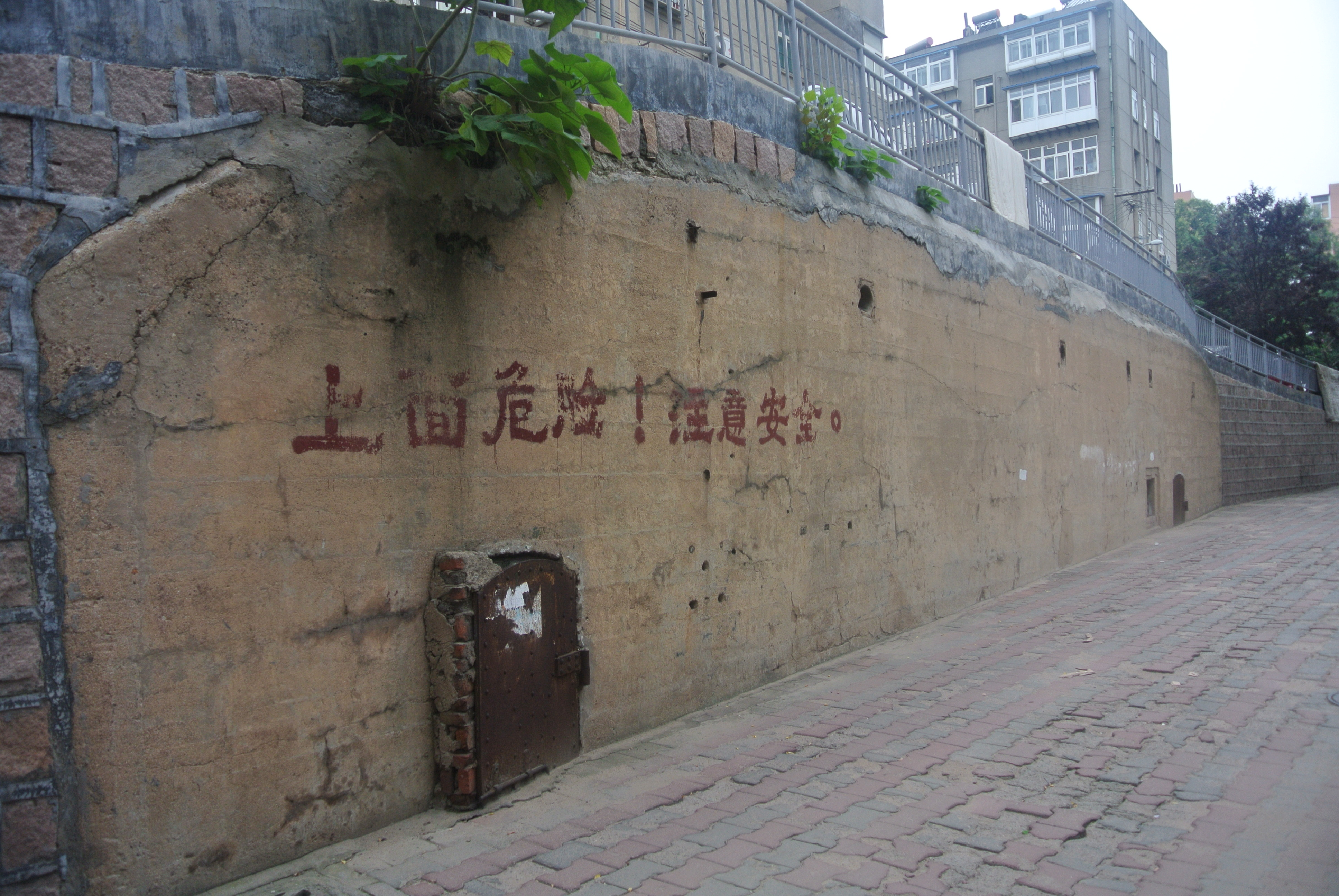
仲家洼炮台南侧掩蔽部，2017年8月

仲家洼炮台，又称云溪路炮台，是青岛德占时期驻青德军的一座未建成炮台，现地址位于中国山东省青岛市市北区云溪路12号，现为市北区不可移动文物。

## 概况
在太平山一带建设150毫米榴弹炮台曾经是德占胶澳总督府1900年代中期的青岛要塞扩建计划的一部分，但因1908年德国海军部对计划大幅删减而被搁置。1913年，总督府已在太平山东北、仲家洼村东南、第二步兵堡垒西侧建成一处可装备8门150毫米榴弹炮及8000枚炮弹的炮台，但火炮按合同须至1914至1915年冬季交付，因此1914年11月日军攻占青岛以后发现此处炮台并未安装火炮。
日军占领青岛以后以及后来的南京国民政府统治时期，炮台据说曾作为军火库使用。青岛解放后归解放军海军管辖作为弹药库使用。1980年代初此处驻军撤出，用于新建居民区，建设楼院时曾试图将炮台掩蔽部爆破拆除，但因过于坚固等原因未果。炮台旧址现位于云溪路12号舰后小区院内。2007年10月，一名市民通过观察院内两株由德国人引种的无刺槐，发现院内的炮台遗址，后经对比资料确定此处为日军战史资料记载的仲家洼炮台。当时据当地居委会主任介绍，此处炮台遗址1982年以前曾为军事禁区，后改为居民区，炮台掩蔽部出租为临时仓库使用。另据介绍此地1970年代曾发现两枚日军大口径炮弹。
炮台现存南北一小一大两处依坡地而建的半地下式掩蔽部，均为单层，两侧双门，顶部有通风口，墙壁上有多处小方窗。北掩蔽部总长44米，共有6间大房间、2间小房间，面积约700余平方米，混凝土墙厚约1米，室内高度约4米，铁门厚约3.5厘米。
2013年1月10日，炮台遗迹以“云溪路炮台旧址”之名列入市北区第三次全国文物普查新发现的不可移动文物名录。

## 图集
- 日军占领后的仲家洼炮台
- 北侧大掩蔽部，2020年1月
- 北侧大掩蔽部